# Веселин Ђухо
Веселин Ђухо (Фоча, 5. јануар 1960) је хрватски и југословенски ватерполиста и југословенски репрезентативац, двоструки учесник олимпијских игара на којима је оба пута освојио златну медаљу.

## Биографија
Васелин Ђухо је случајно рођен у Фочи, где су му родитељи ишли због неког посла. Мајка га је први пут довела на базен у Гружу у Дубровнику, како би се почео бавити пливањем. Убрзо је почео постизати добре резултате. Био је пионирски првак Југославије у дисциплинама 200 метара делфин и на 1.500 м слободно. Био је издржљив, па су га увек форсирали на дуже дистанце. Тако је стекао добре предиспозиције за наставак каријере, односно ватерполо.
Ватерполом се почео бавити доста касно, као 14-годишњак 1974. Међутим, Ђухо је био добар у свим спортовима, посебно у кошарци , фудбалу и стоном тенису, тако да је моторика била добро развијена, што је било пресудно за ватерполо.

## Клупска каријера
У јуниорски састав Југа ушао је одмах по доласку, а 1976. дебитовао је у сениорскокој екипие Југа у утакмици против Црвене звезде у Гружу. Југ је победио са високим резултатом, а Ђухo је постигао свој први гол за сениоре. У састав је ушао јер је капитен Жељко Вукчевић био кажњен. Имао је само 16 година, а стандардни првотимац, постао је следеће сезоне.
Капицу Југа носио је до 1989. и у том периоду освојио је велики број трофеја. Био је један од набољих играча када је Југ 1980 постао првак Европе. Били су прваци Југославије 1980, 1981, 1982, 1983, и 1985, а освајачи Куп Југославије 1981. и 1983. После одласка из Југа у периоду од 1989. до 1994. играо је у Италији. Од 1989. до 1991. у Салерну, а од 1992. до 1994. у Каљарију, где је и завршио играчку каријеру.

## Репрезентативна каријера
Са репрезентацијом Југославије освојио је много трофеја. Први међународни успех било је злато на Медитеранским играма 1983. у Казабланци. На олимпијским играма 1984. у Лос Анђелесу, исти успех репрезентација је поновила четири године касније 1988. у Сеулу. Златну медаљу је освајао и на Светском првенству 1986. у Мадриду и на Светском купу 1987. у Солуну. Једино на Европским првенствима у ватерполу када два пута 1985. у Софији и 1987. Стразбуру није успео освојити прво место. Оба пута били су други.

## Тренерска каријера
Тренерским послом се почео бавити у Каљарију, клубу где је и завршио каријеру 1994. Ту се задржао 3 године, па се вратио у свој матични клуб Југ. У Југу се задржао следећих 7 година (1997—2003) у том раздобљу освојио је Куп европских првака 2001. и ЛЕН куп 2000. Првенство Хрватске освојио је 2000. и 2001, а Куп Хрватске 2000. и 2002. Док је био тренер Југа, једно време је био селектор јуниорске репрезентације Хрватске са којом осваја сребро на Светском јуниорском првенству у Истанбулу 2001. У периоду од 2002. до 2003. био је и селектор Ватерполо репрезентације Хрватске, затим од 2003. до 2005. трененер Олимпијакоса из Грчке, где 2004. осваја првенство Грчке и грчки куп. Тренер је ватерполиста Шибеника 2005. и 2006. а затим две године ХАВК Младост из Загреба. У периоду од 2007. до 2011. ради у Словенији као тренер Копра с којим је освојио првенство Словеније 2010. и 2011. Као селектор репрезентације Словеније радио је 2009, кад се враћа у Дубровник у Југ следеће 2 године.

## Награде и признања
У својој дугогодишњој каријери добијао је следећа значајнија признања.
Државна награда за спорт "Фрањо Бучар"
Одлуком Хрватског олимпијског одбора проглашен је најуспешнијим хрватским тренером 2001.
Проглашен је за најбољег спортисту Дубровника 20. века.